# Хёрд, Мишель
Мише́ль Хёрд (англ. Michelle Hurd, род. 21 декабря 1966) — американская актриса.

## Биография
Хёрд родилась в Нью-Йорке в актёрской семье и окончила Бостонский университет в 1988 году, после чего отправилась в Великобританию чтобы продолжить образование в Королевском национальном театре. Она дебютировала в 1989 году с небольшой роли в фильме «Внезапное пробуждение», а в 1991 году получила постоянную роль в дневной мыльной опере «Другой мир», где снималась последующие несколько лет. В 1994 году она покинула шоу чтобы начать карьеру в прайм-тайм, и вскоре получила роль в телесериале «Полицейские под прикрытием», который был закрыт после одного сезона, вследствие чего она кратко вернулась в мыльную оперу в 1995 году. В следующем году она дебютировала на Бродвейской сцене в постановке Стивена Сондхайма Getting Away With Murder.
Хёрд появилась в нескольких десятках телешоу и фильмов на протяжении своей карьеры. Она добилась известности благодаря своей роли жесткого детектива Моник Джеффрис в первых двух сезонах сериала «Закон и порядок: Специальный корпус». Её персонаж был выведен из шоу в 2001 году из-за желания продюсеров сохранить в шоу только одну главную героиню, Оливию Бенсон, роль которой играет Маришка Харгитей. В 2001 году она была приглашена на главную роль в сериале Showtime «Високосные годы», а после его закрытия была гостем в многочисленных сериалах, таких как «Как сказал Джим», «Зачарованные» и «Кости».
У Хёрд были второстепенные роли в сериалах «Скорая помощь» в 2006—2007 и «Сплетница» в 2007—2008 годах. В 2011—2013 годах у неё была роль в сериале «90210: Новое поколение». C 2010 по 2013 год, Хёрд исполняла одну из главных ролей в телесериале «Болота». После его закрытия, Хёрд брала на себя гостевые роли в «Воспитывая Хоуп», «Милые обманщицы», «Ведьмы Ист-Энда» и «Как избежать наказания за убийство»
С 6 июля 2007 года Хёрд замужем за актёром Гарретом Диллахантом.

## Избранная фильмография

### Кино
| Год  | Название на русском      | Оригинальное название  | Роль               | Примечания             |
| ---- | ------------------------ | ---------------------- | ------------------ | ---------------------- |
| 1989 | Внезапное пробуждение    | Rude Awakening         | студентка на улице |                        |
| 1994 | —                        | The Dark Knight        | Камилла            | короткометражный фильм |
| 1998 | —                        | Wilbur Falls           | второй полицейский |                        |
| 1999 | —                        | Personals              | Лоррейн            |                        |
| 1999 | Паутина лжи              | Random Hearts          | Сьюзан             |                        |
| 2000 | Двойная парковка         | Double Parked          | Лола               |                        |
| 2006 | —                        | Play It by Ear         | Мэри Энн           |                        |
| 2012 | Имоджен                  | Girl Most Likely       | Либби              |                        |
| 2015 | Я плюю на ваши могилы 3  | I Spit On Your Grave 3 | детектив Бойл      |                        |
| 2016 | Поиск сети               | Search Engines         | Петра              |                        |
| 2017 | Бойся                    | Be Afraid              | Кристин Бут        |                        |
| 2017 | Нам здесь не место       | We Don’t Belong Here   | Таня               |                        |
| 2018 | —                        | Being Frank            | Марси Кемплер      |                        |
| 2020 | Мои волосы хотят убивать | Bad Hair               | Максин Бладсо      |                        |

### Телевидение
| Год       | Название на русском                 | Оригинальное название             | Роль                          | Примечания                                 |
| --------- | ----------------------------------- | --------------------------------- | ----------------------------- | ------------------------------------------ |
| 1991—1997 | Другой мир                          | Another World                     | Дана Креймер                  | телесериал; 52 эпизода                     |
| 1994      | Исчезающий сын 2                    | Vanishing Son II                  | Анита                         | телефильм                                  |
| 1994—1995 | Полицейские под прикрытием          | New York Undercover               | Рейнольдс                     | телесериал; 5 эпизодов                     |
| 1995      | Тайны Косби                         | The Cosby Mysteries               | бегунья                       | эпизод: Comic Book Murder                  |
| 1995      | Нью-Йорк ньюс                       | New York News                     | Эйжа                          | эпизод: Good-Bye Gator                     |
| 1997      | Закон и порядок                     | Law & Order                       | Анжела Рони                   | эпизод: Entrapment                         |
| 1997      | Практика                            | The Practice                      | Рене Уильямс                  | телесериал; 2 эпизода                      |
| 1997      | Игроки                              | Players                           | Лора Дженкинс                 | эпизод: Con Amore                          |
| 1997      | Лига справедливости Америки         | Justice League of America         | Би Би да Коста / Огонь        | телефильм                                  |
| 1997—1998 | Малькольм и Эдди                    | Malcolm & Eddie                   | Симон Льюис                   | телесериал; 8 эпизодов                     |
| 1998      | Вне веры: Правда или ложь           | Beyond Belief: Fact or Fiction    | Дайан Лернер                  | телесериал; 2 эпизода                      |
| 1999      | Мотор!                              | Action                            | Джина                         | эпизод: Pilot                              |
| 1999—2001 | Закон и порядок: Специальный корпус | Law & Order: Special Victims Unit | Моник Джеффрис                | телесериал; основная роль                  |
| 2001      | Беглец: Погоня продолжается         | The Fugitive                      | Нетти Бомонт                  | эпизод: Lagniappe                          |
| 2001      | —                                   | Leap Years                        | Афина Барнс                   | телесериал; основная роль                  |
| 2003      | Кожа                                | Skin                              | детектив Кимберли Бэнкс       | мини-сериал; роль второго плана            |
| 2004      | Как сказал Джим                     | According to Jim                  | Китсон                        | телесериал; 3 эпизода                      |
| 2004      | Кевин Хилл                          | Kevin Hill                        | доктор Брук Миллс             | эпизод: Homework                           |
| 2004      | Одинокие сердца                     | The O.C.                          | мисс Фишер                    | эпизод: The Way We Were                    |
| 2004      | Зачарованные                        | Charmed                           | Катя                          | эпизод: Little Box of Horrors              |
| 2006      | Кости                               | Bones                             | детектив Роуз Хардинг         | эпизод: The Man in the Morgue              |
| 2006      | Воры Экстра класса                  | Smith                             | агент Лоури                   | эпизод: Pilot                              |
| 2006      | Похищенный                          | Kidnapped                         | Кэтрин                        | эпизод: Burn, Baby, Burn                   |
| 2006—2007 | Скорая помощь                       | ER                                | Кортни Браун                  | телесериал; 6 эпизодов                     |
| 2007      | Акула                               | Shark                             | доктор Конни Васкес           | эпизод: Strange Bedfellows                 |
| 2007—2008 | Сплетница                           | Gossip Girl                       | Лорел                         | 6 эпизодов                                 |
| 2009      | C.S.I.: Место преступления Майами   | CSI: Miami                        | агент Дайан Рид               | эпизод: Out of Time                        |
| 2009      | —                                   | Too Late to Say Goodbye           | детектив Энн Роше             | телефильм                                  |
| 2009      | Хорошая жена                        | The Good Wife                     | Тамара                        | эпизод: Unprepared                         |
| 2010      | Вспомни, что будет                  | FlashForward                      | Лиз Кейсон                    | эпизод: Course Correction                  |
| 2010—2013 | Болота                              | The Glades                        | Коллин Манус                  | телесериал; основная роль                  |
| 2011      | Непослушный или хороший             | Naughty or Nice                   | Хелен Перселл                 | телефильм                                  |
| 2011—2013 | 90210: Новое поколение              | 90210                             | Рейчел Грей                   | телесериал; 6 эпизодов                     |
| 2012      | Голубая кровь                       | Blue Bloods                       | Энн Рейнольдс                 | эпизод: Risk and Reward                    |
| 2013      | Доктор Эмили Оуэнс                  | Emily Owens, M.D.                 | Дайана Колдер                 | эпизод: Emily and… the Love of Larping     |
| 2013      | Везунчик                            | Golden Boy                        | Луиз Рид                      | эпизод: Longshot                           |
| 2013      | Воспитывая Хоуп                     | Raising Hope                      | агент Томпсон                 | эпизод: Murder, She Hoped                  |
| 2014      | Милые обманщицы                     | Pretty Little Liars               | Элизабет Мейнуэй              | Эпизод: «Who’s in the Box?»                |
| 2014      | Ведьмы Ист-Энда                     | Witches of East End               | Алекс                         | телесериал; 2 эпизода                      |
| 2014—2019 | Гавайи 5.0                          | Hawaii Five-0                     | Рене Гровер                   | телесериал; 8 эпизодов                     |
| 2015      | Красивая и безумная                 | Beautiful & Twisted               | детектив-сержант Глория Мосли | телефильм                                  |
| 2015      | Тайны Лауры                         | The Mysteries of Laura            | Донна Маккинни                | эпизод: The Mystery of the Popped Pugilist |
| 2015      | Босх                                | Bosch                             | Конни Ирвинг                  | эпизод: Chapter Eight: High Low            |
| 2015      | Как избежать наказания за убийство  | How to Get Away with Murder       | Аманда Уинтроп                | эпизод «Mama’s Here Now»                   |
| 2015      | Коварные горничные                  | Devious Maids                     | Жаклин Дюссо                  | телесериал; 4 эпизода                      |
| 2015      | —                                   | It Had to Be You                  | Пэм Дэвис                     | телефильм                                  |
| 2015      | Джессика Джонс                      | Jessica Jones                     | Саманта Рейес                 | эпизод: AKA Smile                          |
| 2016      | Сорвиголова                         | Daredevil                         | Саманта Рейес                 | телесериал; роль второго плана             |
| 2016      | Эш против зловещих мертвецов        | Ash vs Evil Dead                  | Линда Бейтс Эмери             | телесериал; основная роль                  |
| 2016—2020 | Слепая зона                         | Blindspot                         | Шеперд / Элен Бригс           | телесериал; основная роль                  |
| 2017      | Юная                                | Younger                           | Донна                         | эпизод: A Close Shave                      |
| 2017—2018 | Смертельное оружие                  | Lethal Weapon                     | Джина Сантос                  | телесериал; 5 эпизодов                     |
| 2018      | —                                   | Cagney and Lacey                  | Лейси                         | телефильм                                  |
| 2020—2022 | Звёздный путь: Пикар                | Star Trek: Picard                 | Раффи Мусикер                 | телесериал; основная роль                  |
| 2021      | Поза                                | Pose                              | Эбони Джексон                 | эпизод: Take Me To Church                  |